# Груповий етап Ліги чемпіонів УЄФА 2012—2013
Матчі групового етапу Ліги чемпіонів УЄФА 2012–2013 пройшли з 18 вересня по 5 грудня 2012 року.
Дві перші команди з групи вийшли до 1/8 фіналу, третя — до Ліги Європи УЄФА.

## Жеребкування
Розподіл команд на групи проводиться за коефіцієнтами УЄФА: до першого кошика потраплять команди під номерами 1—12, другого — команди з рейтингом 13—31, третього — 32—60, і у четвертому — з рейтингом 63—171 та без рейтингу.
Команди з одного кошика та з однієї асоціації не можуть грати в одній групі. Клуби з однієї асоціації проводитимуть матчі у різні дні: або вівторок, або середа.
Наступні 32 команди гратимуть у груповому турнірі. Жеребкування відбудеться 30 серпня 2012 року в Монако.
| Кошик 1           | Кошик 1 |
| Команда           | Коеф.   |
| ----------------- | ------- |
| ЧелсіВД           | 135.882 |
| Барселона         | 157.837 |
| Манчестер Юнайтед | 141.882 |
| Баварія (Мюнхен)  | 133.037 |
| Реал Мадрид       | 121.837 |
| Арсенал (Лондон)  | 113.882 |
| Порту             | 98.069  |
| Мілан             | 89.996  |

| Кошик 2                 | Кошик 2 |
| Команда                 | Коеф.   |
| ----------------------- | ------- |
| Валенсія                | 89.837  |
| Бенфіка                 | 87.069  |
| Шахтар (Донецьк)        | 84.026  |
| Зеніт (Санкт-Петербург) | 79.066  |
| Шальке 04               | 78.037  |
| Манчестер Сіті          | 63.882  |
| Спортінг (Брага) НЧ     | 63.069  |
| Динамо (Київ) НЧ        | 62.026  |

| Кошик 3             | Кошик 3 |
| Команда             | Коеф.   |
| ------------------- | ------- |
| Олімпіакос (Пірей)  | 61.420  |
| Аякс (Амстердам)    | 58.103  |
| Андерлехт Ч         | 48.480  |
| Ювентус             | 46.996  |
| Спартак (Москва) НЧ | 46.066  |
| Парі Сен-Жермен     | 45.835  |
| Лілль НЧ            | 38.835  |
| Галатасарай         | 38.310  |

| Кошик 4             | Кошик 4 |
| Команда             | Коеф.   |
| ------------------- | ------- |
| Селтік Ч            | 32.728  |
| Боруссія (Дортмунд) | 31.037  |
| БАТЕ Ч              | 29.641  |
| Динамо (Загреб) Ч   | 24.774  |
| ЧФР Клуж Ч          | 18.764  |
| Малага НЧ           | 16.837  |
| Монпельє            | 11.835  |
| Нордшелланд         | 8.005   |

ВД Володар трофею. Володар трофею автоматично очолює перший кошик.
Ч Пройшла кваліфікаційний раунд як чемпіон.
НЧ Пройшла кваліфікаційний раунд як нечемпіон.

## Групи
| Ключі                                                     |
| --------------------------------------------------------- |
| Перше та друге місця в групі продовжать участь у турнірі. |
| Команда, що посіла третє місце буде грати в Лізі Європи.  |

Матчі до 27 жовтня 2012 будуть проходити за часом CEST (UTC+2), потім — CET (UTC+1).

### Група A
| Команда         | І | П | Н | П | ГЗ | ГП | РМ  | О  |
| --------------- | - | - | - | - | -- | -- | --- | -- |
| Парі Сен-Жермен | 6 | 5 | 0 | 1 | 14 | 3  | +11 | 15 |
| Порту           | 6 | 4 | 1 | 1 | 10 | 4  | +6  | 13 |
| Динамо К.       | 6 | 1 | 2 | 3 | 6  | 10 | −4  | 5  |
| Динамо З.       | 6 | 0 | 1 | 5 | 1  | 14 | −13 | 1  |

| 18 вересня 2012 20:45 |

| Динамо (Загреб) | 0 – 2           | Порту                |
| --------------- | --------------- | -------------------- |
|                 | Протокол(англ.) | Лучо 41' Дефур 90+2' |

| Максимір, Загреб Глядачів: 4 683 Арбітр: Даніеле Орсато (Італія) |

| 18 вересня 2012 20:45 |

| Парі Сен-Жермен                                          | 4 – 1           | Динамо (Київ) |
| -------------------------------------------------------- | --------------- | ------------- |
| Ібрагімович 19' (пен.) Сілва 29' Алекс 32' Пасторе 90+1' | Протокол(англ.) | Велозу 87'    |

| Парк де Пренс, Париж Глядачів: 42 536 Арбітр: Бйорн Кейперс (Нідерланди) |

| 3 жовтня 2012 20:45 |

| Динамо (Київ)             | 2 – 0           | Динамо (Загреб) |
| ------------------------- | --------------- | --------------- |
| Гусєв 3' Пиварич 33' (аг) | Протокол(англ.) |                 |

| Олімпійський, Київ Глядачів: 47 804 Арбітр: Мартін Аткінсон (Англія) |

| 3 жовтня 2012 20:45 |

| Порту        | 1 – 0           | Парі Сен-Жермен |
| ------------ | --------------- | --------------- |
| Родрігес 83' | Протокол(англ.) |                 |

| Ештадіу ду Драгау, Порту Глядачів: 36 509 Арбітр: Говард Вебб (Англія) |

| 24 жовтня 2012 20:45 |

| Порту                        | 3 – 2           | Динамо (Київ)      |
| ---------------------------- | --------------- | ------------------ |
| Варела 15' Мартінес 36', 78' | Протокол(англ.) | Гусєв 21' Ідеє 72' |

| Ештадіу ду Драгау, Порту Глядачів: 29 317 Арбітр: Павел Краловець (Чехія) |

| 24 жовтня 2012 20:45 |

| Динамо (Загреб) | 0 – 2           | Парі Сен-Жермен           |
| --------------- | --------------- | ------------------------- |
|                 | Протокол(англ.) | Ібрагімович 33' Менез 43' |

| Максимір, Загреб Глядачів: 9 326 Арбітр: Фірат Айдінус (Туреччина) |

| 6 листопада 2012 20:45 |

| Динамо (Київ) | 0 – 0           | Порту |
| ------------- | --------------- | ----- |
|               | Протокол(англ.) |       |

| Олімпійський, Київ Глядачів: 34 386 Арбітр: Альберто Ундіано Мальєнко (Іспанія) |

| 6 листопада 2012 20:45 |

| Парі Сен-Жермен                          | 4 – 0           | Динамо (Загреб) |
| ---------------------------------------- | --------------- | --------------- |
| Алекс 16' Матюйді 61' Менез 65' Оаро 80' | Протокол(англ.) |                 |

| Парк де Пренс, Париж Глядачів: 41 060 Арбітр: Павел Гіл (Польща) |

| 21 листопада 2012 20:45 |

| Порту                            | 3 – 0           | Динамо (Загреб) |
| -------------------------------- | --------------- | --------------- |
| Лучо 20' Моутінью 67' Варела 85' | Протокол(англ.) |                 |

| Ештадіу ду Драгау, Порту Глядачів: 27 603 Арбітр: Паоло Тальявенто (Італія) |

| 21 листопада 2012 20:45 |

| Динамо (Київ) | 0 – 2           | Парі Сен-Жермен  |
| ------------- | --------------- | ---------------- |
|               | Протокол(англ.) | Лавессі 45', 52' |

| Олімпійський, Київ Глядачів: 36 712 Арбітр: Вольфганг Штарк (Німеччина) |

| 4 грудня 2012 20:45 |

| Динамо (Загреб)         | 1 – 1           | Динамо (Київ)   |
| ----------------------- | --------------- | --------------- |
| Крстанович 90+5' (пен.) | Протокол(англ.) | Ярмоленко 45+1' |

| Максимір, Загреб Глядачів: 3 663 Арбітр: Станіслав Тодоров (Болгарія) |

| 4 грудня 2012 20:45 |

| Парі Сен-Жермен       | 2 – 1           | Порту        |
| --------------------- | --------------- | ------------ |
| Сілва 29' Лавессі 61' | Протокол(англ.) | Мартінес 33' |

| Парк де Пренс, Париж Глядачів: 45 512 Арбітр: Крейг Томсон (Шотландія) |

### Група B
| Команда    | І | П | Н | П | ГЗ | ГП | РМ | О  |
| ---------- | - | - | - | - | -- | -- | -- | -- |
| Шальке 04  | 6 | 3 | 3 | 0 | 10 | 6  | +4 | 12 |
| Арсенал    | 6 | 3 | 1 | 2 | 10 | 8  | +2 | 10 |
| Олімпіакос | 6 | 3 | 0 | 3 | 9  | 9  | 0  | 9  |
| Монпельє   | 6 | 0 | 2 | 4 | 6  | 12 | −6 | 2  |

| 18 вересня 2012 20:45 |

| Монпельє           | 1 – 2           | Арсенал                     |
| ------------------ | --------------- | --------------------------- |
| Белханда 9' (пен.) | Протокол(англ.) | Подольскі 16' Жервіньйо 18' |

| Стад де ла Моссон, Монпельє Глядачів: 27 522 Арбітр: Карлос Веласко Карбальйо (Іспанія) |

| 18 вересня 2012 20:45 |

| Олімпіакос | 1 – 2           | Шальке 04                |
| ---------- | --------------- | ------------------------ |
| Абдун 58'  | Протокол(англ.) | Геведес 41' Гунтелар 59' |

| Караїскакіс, Пірей Глядачів: 30 922 Арбітр: Давід Фернандес Борбалан (Іспанія) |

| 3 жовтня 2012 20:45 |

| Шальке 04                        | 2 – 2           | Монпельє                |
| -------------------------------- | --------------- | ----------------------- |
| Дракслер 26' Гунтелар 53' (пен.) | Протокол(англ.) | Аїт-Фана 13' Камара 90' |

| Фельтінс-Арена, Гельзенкірхен Глядачів: 50 004 Арбітр: Сергій Карасьов (Росія) |

| 3 жовтня 2012 20:45 |

| Арсенал                                 | 3 – 1           | Олімпіакос     |
| --------------------------------------- | --------------- | -------------- |
| Жервіньйо 42' Подольскі 56' Ремзі 90+4' | Протокол(англ.) | Мітроглу 45+1' |

| Емірейтс Стедіум, Лондон Глядачів: 60 034 Арбітр: Свен Оддвар Моен (Норвегія) |

| 24 жовтня 2012 20:45 |

| Арсенал | 0 – 2           | Шальке 04                |
| ------- | --------------- | ------------------------ |
|         | Протокол(англ.) | Гунтелар 76' Афеллай 86' |

| Емірейтс Стедіум, Лондон Глядачів: 60 049 Арбітр: Йонас Ерікссон (Швеція) |

| 24 жовтня 2012 20:45 |

| Монпельє      | 1 – 2  | Олімпіакос                   |
| ------------- | ------ | ---------------------------- |
| Шарбоньєр 49' | Report | Торосідіс 73' Мітроглу 90+1' |

| Стад де ла Моссон, Монпельє Глядачів: 22 834 Арбітр: Даніеле Орсато (Італія) |

| 6 листопада 2012 20:45 |

| Шальке 04                 | 2 – 2           | Арсенал              |
| ------------------------- | --------------- | -------------------- |
| Гунтелар 45+2' Фарфан 67' | Протокол(англ.) | Волкотт 18' Жіру 26' |

| Фельтінс-Арена, Гельзенкірхен Глядачів: 54 142 Арбітр: Нікола Ріццолі (Італія) |

| 6 листопада 2012 20:45 |

| Олімпіакос                       | 3 – 1           | Монпельє            |
| -------------------------------- | --------------- | ------------------- |
| Машаду 4' Греко 80' Мітроглу 82' | Протокол(англ.) | Белханда 66' (пен.) |

| Караїскакіс, Пірей Глядачів: 28 217 Арбітр: Марійо Страхоня (Хорватія) |

| 21 листопада 2012 20:45 |

| Арсенал                  | 2 – 0           | Монпельє |
| ------------------------ | --------------- | -------- |
| Вілшир 49' Подольскі 63' | Протокол(англ.) |          |

| Емірейтс Стедіум, Лондон Глядачів: 59 760 Арбітр: Фірат Айдінус (Туреччина) |

| 21 листопада 2012 20:45 |

| Шальке 04 | 1 – 0           | Олімпіакос |
| --------- | --------------- | ---------- |
| Фухс 77'  | Протокол(англ.) |            |

| Фельтінс-Арена, Гельзенкірхен Глядачів: 52 254 Арбітр: Бйорн Кейперс (Нідерланди) |

| 4 грудня 2012 20:45 |

| Монпельє   | 1 – 1           | Шальке 04   |
| ---------- | --------------- | ----------- |
| Еррера 59' | Протокол(англ.) | Геведес 56' |

| Стад де ла Моссон, Монпельє Глядачів: 23 142 Арбітр: Антоніо Матеу Лаос (Іспанія) |

| 4 грудня 2012 20:45 |

| Олімпіакос                | 2 – 1           | Арсенал     |
| ------------------------- | --------------- | ----------- |
| Маніатіс 64' Мітроглу 73' | Протокол(англ.) | Росіцкі 38' |

| Караїскакіс, Пірей Глядачів: 28 128 Арбітр: Альберто Ундіано Мальєнко (Іспанія) |

### Група C
| Команда   | І | П | Н | П | ГЗ | ГП | РМ | О  |
| --------- | - | - | - | - | -- | -- | -- | -- |
| Малага    | 6 | 3 | 3 | 0 | 12 | 5  | +7 | 12 |
| Мілан     | 6 | 2 | 2 | 2 | 7  | 6  | +1 | 8  |
| Зеніт     | 6 | 2 | 1 | 3 | 6  | 9  | −3 | 7  |
| Андерлехт | 6 | 1 | 2 | 3 | 4  | 9  | −5 | 5  |

| 18 вересня 2012 20:45 |

| Малага                   | 3 – 0           | Зеніт |
| ------------------------ | --------------- | ----- |
| Іско 3', 76' Савіола 13' | Протокол(англ.) |       |

| Ла Росаледа, Малага Глядачів: 23 670 Арбітр: Марк Клаттенбург (Англія) |

| 18 вересня 2012 20:45 |

| Мілан | 0 – 0           | Андерлехт |
| ----- | --------------- | --------- |
|       | Протокол(англ.) |           |

| Сан Сіро, Мілан Глядачів: 27 593 Арбітр: Вільям Каллем (Шотландія) |

| 3 жовтня 2012 18:00 |

| Зеніт                  | 2 – 3           | Мілан                                          |
| ---------------------- | --------------- | ---------------------------------------------- |
| Халк 45+2' Широков 49' | Протокол(англ.) | Емануелсон 13' Ель Шаарві 16' Губочан 75' (аг) |

| Петровський, Санкт-Петербург Глядачів: 21 703 Арбітр: Фелікс Брих (Німеччина) |

| 3 жовтня 2012 20:45 |

| Андерлехт | 0 – 3           | Малага                              |
| --------- | --------------- | ----------------------------------- |
|           | Протокол(англ.) | Елісеу 45+1', 64' Хоакін 57' (пен.) |

| Констант Ванден Сток, Андерлехт Глядачів: 15 711 Арбітр: Віктор Кашшаї (Угорщина) |

| 24 жовтня 2012 18:00 |

| Зеніт               | 1 – 0           | Андерлехт |
| ------------------- | --------------- | --------- |
| Кержаков 72' (пен.) | Протокол(англ.) |           |

| Петровський, Санкт-Петербург Глядачів: 18 034 Арбітр: Іван Бебек (Хорватія) |

| 24 жовтня 2012 20:45 |

| Малага     | 1 – 0           | Мілан |
| ---------- | --------------- | ----- |
| Хоакін 64' | Протокол(англ.) |       |

| Ла Росаледа, Малага Глядачів: 27 683 Арбітр: Педру Проенса (Португалія) |

| 6 листопада 2012 20:45 |

| Андерлехт   | 1 – 0           | Зеніт |
| ----------- | --------------- | ----- |
| Мбокані 17' | Протокол(англ.) |       |

| Констант Ванден Сток Стедіум, Андерлехт Глядачів: 16 437 Арбітр: Антоні Готьє (Франція) |

| 6 листопада 2012 20:45 |

| Мілан    | 1 – 1           | Малага     |
| -------- | --------------- | ---------- |
| Пато 73' | Протокол(англ.) | Елісеу 40' |

| Сан Сіро, Мілан Глядачів: 30 891 Арбітр: Говард Вебб (Англія) |

| 21 листопада 2012 18:00 |

| Зеніт                  | 2 – 2           | Малага                |
| ---------------------- | --------------- | --------------------- |
| Данні 49' Файзулін 87' | Протокол(англ.) | Буонанотте 8' Себа 9' |

| Петровський, Санкт-Петербург Глядачів: 18 347 Арбітр: Олегаріу Бенкеренса (Португалія) |

| 21 листопада 2012 20:45 |

| Андерлехт     | 1 – 3           | Мілан                                 |
| ------------- | --------------- | ------------------------------------- |
| Де Суттер 78' | Протокол(англ.) | Ель Шаараві 47' Мексес 71' Пато 90+1' |

| Констант Ванден Сток Стедіум, Андерлехт Глядачів: 19 803 Арбітр: Дамир Скомина (Словенія) |

| 4 грудня 2012 20:45 |

| Малага        | 2 – 2           | Андерлехт                 |
| ------------- | --------------- | ------------------------- |
| Дуда 45', 61' | Протокол(англ.) | Йованович 50' Мбокані 89' |

| Ла Росаледа, Малага Глядачів: 21 769 Арбітр: Деніц Айтекін (Німеччина) |

| 4 грудня 2012 20:45 |

| Мілан | 0 – 1           | Зеніт     |
| ----- | --------------- | --------- |
|       | Протокол(англ.) | Данні 35' |

| Сан Сіро, Мілан Глядачів: 29 508 Арбітр: Тоні Шапрон (Франція) |

### Група D
| Команда        | І | П | Н | П | ГЗ | ГП | РМ | О  |
| -------------- | - | - | - | - | -- | -- | -- | -- |
| Боруссія       | 6 | 4 | 2 | 0 | 11 | 5  | +6 | 14 |
| Реал Мадрид    | 6 | 3 | 2 | 1 | 15 | 9  | +6 | 11 |
| Аякс           | 6 | 1 | 1 | 4 | 8  | 16 | −8 | 4  |
| Манчестер Сіті | 6 | 0 | 3 | 3 | 7  | 18 | −4 | 3  |

| 18 вересня 2012 20:45 |

| Боруссія          | 1 – 0           | Аякс |
| ----------------- | --------------- | ---- |
| Левандовський 87' | Протокол(англ.) |      |

| Зігналь Ідуна Парк, Дортмунд Глядачів: 65 829 Арбітр: Паоло Тальявенто (Італія) |

| 18 вересня 2012 20:45 |

| Реал Мадрид                         | 3 – 2           | Манчестер Сіті        |
| ----------------------------------- | --------------- | --------------------- |
| Марсело 76' Бензема 87' Роналду 90' | Протокол(англ.) | Джеко 68' Коларов 85' |

| Сантьяго Бернабеу, Мадрид Глядачів: 70 381 Арбітр: Дамир Скомина (Словенія) |

| 3 жовтня 2012 20:45 |

| Манчестер Сіті       | 1 – 1           | Боруссія |
| -------------------- | --------------- | -------- |
| Балотеллі 90' (пен.) | Протокол(англ.) | Ройс 61' |

| Сіті оф Манчестер, Манчестер Глядачів: 43 657 Арбітр: Павел Краловец (Чехія) |

| 3 жовтня 2012 20:45 |

| Аякс          | 1 – 4           | Реал Мадрид                       |
| ------------- | --------------- | --------------------------------- |
| Мойсандер 56' | Протокол(англ.) | Роналду 42', 79', 81' Бензема 48' |

| Амстердам Арена, Амстердам Глядачів: 49 491 Арбітр: Йонас Ерікссон (Швеція) |

| 24 жовтня 2012 20:45 |

| Аякс                                  | 3 – 1           | Манчестер Сіті |
| ------------------------------------- | --------------- | -------------- |
| де Йонг 45' Мойсандер 57' Еріксен 68' | Протокол(англ.) | Насрі 22'      |

| Амстердам Арена, Амстердам Глядачів: 45 743 Арбітр: Свен Оддвар Моен (Норвегія) |

| 24 жовтня 2012 20:45 |

| Боруссія                     | 2 – 1           | Реал Мадрид |
| ---------------------------- | --------------- | ----------- |
| Левандовскі 36' Шмельцер 64' | Протокол(англ.) | Роналду 38' |

| Зігналь Ідуна Парк, Дортмунд Глядачів: 65 829 Арбітр: Віктор Кашшаї (Угорщина]) |

| 6 листопада 2012 20:45 |

| Манчестер Сіті         | 2 – 2           | Аякс             |
| ---------------------- | --------------- | ---------------- |
| Я. Туре 22' Агуеро 74' | Протокол(англ.) | де Йонг 10', 17' |

| Сіті оф Манчестер, Манчестер Глядачів: 40 222 Арбітр: Петер Расмуссен (Данія) |

| 6 листопада 2012 20:45 |

| Реал Мадрид       | 2 – 2           | Боруссія                  |
| ----------------- | --------------- | ------------------------- |
| Пепе 34' Езіл 89' | Протокол(англ.) | Ройс 28' Арбелоа 45' (аг) |

| Сантьяго Бернабеу Стедіум, Мадрид Глядачів: 74 932 Арбітр: Джюнейт Чакир (Туреччина) |

| 21 листопада 2012 20:45 |

| Аякс      | 1 – 4           | Боруссія                               |
| --------- | --------------- | -------------------------------------- |
| Госен 87' | Протокол(англ.) | Ройс 8' Гетце 36' Левандовскі 41', 67' |

| Амстердам Арена, Амстердам Глядачів: 47 500 Арбітр: Педру Проенса (Португалія) |

| 21 листопада 2012 20:45 |

| Манчестер Сіті    | 1 – 1           | Реал Мадрид |
| ----------------- | --------------- | ----------- |
| Агуеро 73' (пен.) | Протокол(англ.) | Бензема 10' |

| Сіті оф Манчестер, Манчестер Глядачів: 45 740 Арбітр: Джанлука Роккі (Італія) |

| 4 грудня 2012 20:45 |

| Боруссія  | 1 – 0           | Манчестер Сіті |
| --------- | --------------- | -------------- |
| Шибер 57' | Протокол(англ.) |                |

| Зігналь Ідуна Парк, Дортмунд Глядачів: 65 829 Арбітр: Милорад Мажич (Сербія) |

| 4 грудня 2012 20:45 |

| Реал Мадрид                            | 4 – 1           | Аякс          |
| -------------------------------------- | --------------- | ------------- |
| Роналду 13' Кальєхон 28', 88' Кака 49' | Протокол(англ.) | Беррігтер 59' |

| Сантьяго Бернабеу Стедіум, Мадрид Глядачів: 57 245 Арбітр: Павел Краловец (Чехія) |

### Група E
| Команда     | І | П | Н | П | ГЗ | ГП | РМ  | О  |
| ----------- | - | - | - | - | -- | -- | --- | -- |
| Ювентус     | 6 | 3 | 3 | 0 | 12 | 4  | +8  | 12 |
| Шахтар      | 6 | 3 | 1 | 2 | 12 | 8  | +4  | 10 |
| Челсі       | 6 | 3 | 1 | 2 | 16 | 10 | +6  | 10 |
| Нордшелланд | 6 | 0 | 1 | 5 | 4  | 22 | −18 | 1  |

| 19 вересня 2012 20:45 |

| Шахтар            | 2 – 0           | Нордшелланд |
| ----------------- | --------------- | ----------- |
| Мхітарян 44', 76' | Протокол(англ.) |             |

| Донбас Арена, Донецьк Глядачів: 45,816 Арбітр: Павел Гіл (Пльща) |

| 19 вересня 2012 20:45 |

| Челсі          | 2 – 2           | Ювентус                    |
| -------------- | --------------- | -------------------------- |
| Оскар 31', 33' | Протокол(англ.) | Відаль 38' Квальярелла 80' |

| Стемфорд Брідж, Лондон Глядачів: 40 918 Арбітр: Педру Проенса (Португалія) |

| 2 жовтня 2012 20:45 |

| Ювентус     | 1 – 1           | Шахтар       |
| ----------- | --------------- | ------------ |
| Бонуччі 25' | Протокол(англ.) | Тейшейра 23' |

| Ювентус Стедіум, Турин Глядачів: 29 368 Арбітр: Бас Нейгуйс (Нідерланди) |

| 2 жовтня 2012 20:45 |

| Нордшелланд | 0 – 4           | Челсі                                    |
| ----------- | --------------- | ---------------------------------------- |
|             | Протокол(англ.) | Мата 33', 82' Давід Луїз 79' Рамірес 89' |

| Паркен, Копенгаген1 Глядачів: 25 120 Арбітр: Марійо Страхоня (Хорватія) |

| 23 жовтня 2012 20:45 |

| Нордшелланд | 1 – 1           | Ювентус     |
| ----------- | --------------- | ----------- |
| Бекманн 50' | Протокол(англ.) | Вучинич 81' |

| Паркен, Копенгаген1 Арбітр: Деніц Айтекін (Німеччина) |

| 23 жовтня 2012 20:45 |

| Шахтар                      | 2 – 1           | Челсі     |
| --------------------------- | --------------- | --------- |
| Тейшейра 3' Фернандінью 52' | Протокол(англ.) | Оскар 88' |

| Донбас Арена, Донецьк Арбітр: Дамир Скомина (Словенія]) |

| 7 листопада 2012 20:45 |

| Ювентус                                             | 4 – 0           | Нордшелланд |
| --------------------------------------------------- | --------------- | ----------- |
| Маркізіо 6' Відаль 23' Джовінко 37' Квальярелла 75' | Протокол(англ.) |             |

| Ювентус Стедіум, Турин Глядачів: 27 789 Арбітр: Александар Ставрев (Македонія) |

| 7 листопада 2012 20:45 |

| Челсі                           | 3 – 2           | Шахтар          |
| ------------------------------- | --------------- | --------------- |
| Торрес 6' Оскар 40' Мозес 90+4' | Протокол(англ.) | Вілліан 9', 47' |

| Стемфорд Бридж, Лондон Глядачів: 41 067 Арбітр: Карлос Веласко Карбальйо (Іспанія) |

| 20 листопада 2012 20:45 |

| Нордшелланд                  | 2 – 5           | Шахтар                                 |
| ---------------------------- | --------------- | -------------------------------------- |
| Нордстранд 24' Лорентцен 29' | Протокол(англ.) | Адріану 26', 53', 81' Вілліан 44', 50' |

| Паркен, Копенгаген1 Арбітр: Антоні Готьє (Франція) |

| 20 листопада 2012 20:45 |

| Ювентус                                   | 3 – 0           | Челсі |
| ----------------------------------------- | --------------- | ----- |
| Квальярелла 38' Відаль 61' Джовінко 90+1' | Протокол(англ.) |       |

| Ювентус Стедіум, Турин Арбітр: Джюнейт Чакир (Туреччина) |

| 5 грудня 2012 20:45 |

| Шахтар | 0 – 1           | Ювентус        |
| ------ | --------------- | -------------- |
|        | Протокол(англ.) | Кучер 56' (аг) |

| Донбас Арена, Донецьк Глядачів: 50 104 Арбітр: Йонас Ерікссон (Швеція) |

| 5 грудня 2012 20:45 |

| Chelsea                                                         | 6 – 1           | Нордшелланд |
| --------------------------------------------------------------- | --------------- | ----------- |
| Луїз 38' (пен.) Торрес 45+2', 56' Кегілл 51' Мата 63' Оскар 71' | Протокол(англ.) | Джон 46'    |

| Стемфорд Бридж, Лондон Глядачів: 40 084 Арбітр: Бас Нейгуйс (Нідерланди) |

### Група F
| Команда  | І | П | Н | П | ГЗ | ГП | РМ | О  |
| -------- | - | - | - | - | -- | -- | -- | -- |
| Баварія  | 6 | 4 | 1 | 1 | 15 | 7  | +8 | 13 |
| Валенсія | 6 | 4 | 1 | 1 | 12 | 5  | +7 | 13 |
| БАТЕ     | 6 | 2 | 0 | 4 | 9  | 15 | −6 | 6  |
| Лілль    | 6 | 1 | 0 | 5 | 4  | 13 | −9 | 3  |

| 19 вересня 2012 20:45 |

| Лілль      | 1 – 3           | БАТЕ                                   |
| ---------- | --------------- | -------------------------------------- |
| Шейджу 60' | Протокол(англ.) | Володько 6' Родіонов 20' Олехнович 43' |

| Гран Стад Лілль Метрополь, Вільнев-д'Аск Глядачів: 38 122 Арбітр: Марцин Борський (Польща) |

| 19 вересня 2012 20:45 |

| Баварія                    | 2 – 1           | Валенсія      |
| -------------------------- | --------------- | ------------- |
| Швайнштайгер 38' Кроос 76' | Протокол(англ.) | Вальдес 90+1' |

| Альянц Арена, Мюнхен Глядачів: 68 000 Арбітр: Фіарт Айдинус (Туреччина) |

| 2 жовтня 2012 20:45 |

| Валенсія       | 2 – 0           | Лілль |
| -------------- | --------------- | ----- |
| Жонас 38', 75' | Протокол(англ.) |       |

| Месталья, Валенсія Глядачів: 28 517 Арбітр: Джанлука Роккі (Італія) |

| 2 жовтня 2012 20:45 |

| БАТЕ                                  | 3 – 1           | Баварія      |
| ------------------------------------- | --------------- | ------------ |
| Павлов 23' Родіонов 78' Брессан 90+4' | Протокол(англ.) | Рібері 90+1' |

| Динамо, Мінськ2 Глядачів: 24 636 Арбітр: Александар Ставрев (Македонія) |

| 23 жовтня 2012 20:45 |

| БАТЕ | 0 – 3           | Валенсія                        |
| ---- | --------------- | ------------------------------- |
|      | Протокол(англ.) | Сольдадо 45+1' (пен.), 55', 69' |

| Жинамо, Мінськ2 Глядачів: 29 180 Арбітр: Крейг Томсон (Шотландія) |

| 23 жовтня 2012 20:45 |

| Лілль | 0 – 1           | Баварія           |
| ----- | --------------- | ----------------- |
|       | Протокол(англ.) | Мюллер 20' (пен.) |

| Гран Стад Лілль Метрополь, Вільнев-д'Аск Глядачів: 45 259 Арбітр: Мартін Аткінсон (Англія) |

| 7 листопада 2012 20:45 |

| Валенсія                                      | 4 – 2           | БАТЕ                         |
| --------------------------------------------- | --------------- | ---------------------------- |
| Жонас 26' Сольдадо 29' (пен.) Фегулі 51', 86' | Протокол(англ.) | Брессан 53' Мозолевський 83' |

| Месталья, Валенсія Глядачів: 22 795 Арбітр: Том Гаральд Гаген (Норвегія) |

| 7 листопада 2012 20:45 |

| Баварія                                                    | 6 – 1           | Лілль    |
| ---------------------------------------------------------- | --------------- | -------- |
| Швайнштайгер 5' Пісарро 18', 28', 33' Роббен 23' Кроос 66' | Протокол(англ.) | Калу 57' |

| Альянц Арена, Мюнхен Глядачів: 68 000 Арбітр: Овідіу Гацеган (Румунія) |

| 20 листопада 2012 18:00 |

| БАТЕ | 0 – 2           | Лілль                |
| ---- | --------------- | -------------------- |
|      | Протокол(англ.) | Сідібе 14' Бруно 31' |

| Динамо, Мінськ2 Глядачів: 22 810 Арбітр: Марійо Страхоня (Хорватія) |

| 20 листопада 2012 20:45 |

| Валенсія   | 1 – 1           | Баварія    |
| ---------- | --------------- | ---------- |
| Фегулі 77' | Протокол(англ.) | Мюллер 82' |

| Месталья, Валенсія Глядачів: 35 407 Арбітр: Говард Вебб (Англія) |

| 5 грудня 2012 20:45 |

| Лілль | 0 – 1           | Валенсія         |
| ----- | --------------- | ---------------- |
|       | Протокол(англ.) | Жонас 36' (пен.) |

| Гран Стад Лілль Метрополь, Вільнев-д'Аск Глядачів: 40 036 Арбітр: Александар Ставрев (Македонія) |

| 5 грудня 2012 20:45 |

| Баварія                                   | 4 – 1           | БАТЕ          |
| ----------------------------------------- | --------------- | ------------- |
| Гомес 22' Мюллер 54' Шачірі 65' Алаба 83' | Протокол(англ.) | Філіпенко 89' |

| Альянц Арена, Мюнхен Глядачів: 68 000 Арбітр: Вільям Каллам (Шотландія) |

### Група G
| Команда   | І | П | Н | П | ГЗ | ГП | РМ | О  |
| --------- | - | - | - | - | -- | -- | -- | -- |
| Барселона | 6 | 4 | 1 | 1 | 11 | 5  | +6 | 13 |
| Селтік    | 6 | 3 | 1 | 2 | 9  | 8  | +1 | 10 |
| Бенфіка   | 6 | 2 | 2 | 2 | 5  | 5  | 0  | 8  |
| Спартак   | 6 | 1 | 0 | 5 | 7  | 14 | −7 | 3  |

| 19 вересня 2012 20:45 |

| Барселона                 | 3 – 2           | Спартак                   |
| ------------------------- | --------------- | ------------------------- |
| Тельйо 14' Мессі 72', 80' | Протокол(англ.) | Алвеш 29' (аг) Ромуло 59' |

| Камп Ноу, Барселона Глядачів: 73 580 Арбітр: Мілорад Мажич (Сербія) |

| 19 вересня 2012 20:45 |

| Селтік | 0 – 0           | Бенфіка |
| ------ | --------------- | ------- |
|        | Протокол(англ.) |         |

| Селтік Парк, Глазго Глядачів: 57 759 Арбітр: Нікола Ріццолі (Італія) |

| 2 жовтня 2012 18:00 |

| Спартак          | 2 – 3           | Селтік                                     |
| ---------------- | --------------- | ------------------------------------------ |
| Еменіке 41', 48' | Протокол(англ.) | Гупер 12' Д. Комбаров 71' (аг) Самарас 90' |

| Лужники, Москва Глядачів: 43 351 Арбітр: Тоні Шапрон (Франція) |

| 2 жовтня 2012 20:45 |

| Бенфіка | 0 – 2           | Барселона              |
| ------- | --------------- | ---------------------- |
|         | Протокол(англ.) | Санчес 6' Фабрегас 55' |

| Ештадіу да Луж, Лісабон Глядачів: 63 847 Арбітр: Джюнейт Чакир (Туреччина) |

| 23 жовтня 2012 18:00 |

| Спартак                    | 2 – 1           | Бенфіка  |
| -------------------------- | --------------- | -------- |
| Каріока 3' Жардел 43' (аг) | Протокол(англ.) | Ліма 33' |

| Лужники, Москва Глядачів: 41 237 Арбітр: Марк Клаттенбург (Англія) |

| 23 жовтня 2012 20:45 |

| Барселона               | 2 – 1           | Селтік      |
| ----------------------- | --------------- | ----------- |
| Іньєста 45' Альба 90+4' | Протокол(англ.) | Самарас 18' |

| Камп Ноу, Барселона Глядачів: 77 781 Арбітр: Джанлука Роккі (Італія) |

| 7 листопада 2012 20:45 |

| Бенфіка          | 2 – 0           | Спартак |
| ---------------- | --------------- | ------- |
| Кардосо 55', 69' | Протокол(англ.) |         |

| Ештадіу да Луж, Лісабон Глядачів: 36 448 Арбітр: Флоріан Маєр (Німеччина) |

| 7 листопада 2012 20:45 |

| Селтік               | 2 – 1           | Барселона   |
| -------------------- | --------------- | ----------- |
| Ваньяма 21' Вотт 83' | Протокол(англ.) | Мессі 90+1' |

| Селтік Парк, Глазго Глядачів: 55 283 Арбітр: Бйорн Кейперс (Нідерланди) |

| 20 листопада 2012 18:00 |

| Спартак | 0 – 3           | Барселона                |
| ------- | --------------- | ------------------------ |
|         | Протокол(англ.) | Алвеш 16' Мессі 26', 39' |

| Лужники, Москва Глядачів: 67 325 Арбітр: Іван Бебек (Хорватія) |

| 20 листопада 2012 20:45 |

| Бенфіка           | 2 – 1           | Селтік      |
| ----------------- | --------------- | ----------- |
| Джон 7' Гарай 71' | Протокол(англ.) | Самарас 32' |

| Ештадіу да Луж, Лісабон Глядачів: 47 065 Арбітр: Віктор Кашшаї (Угорщина) |

| 5 грудня 2012 20:45 |

| Барселона | 0 – 0           | Бенфіка |
| --------- | --------------- | ------- |
|           | Протокол(англ.) |         |

| Камп Ноу, Барселона Глядачів: 50 659 Арбітр: Свен Оддвар Моен (Норвгеія) |

| 5 грудня 2012 20:45 |

| Селтік                       | 2 – 1           | Спартак |
| ---------------------------- | --------------- | ------- |
| Гупер 21' Коммонз 81' (пен.) | Протокол(англ.) | Арі 39' |

| Селтік Парк, Глазго Глядачів: 59 168 Арбітр: Фелікс Брих (Німеччина) |

### Група H
| Команда           | І | П | Н | П | ГЗ | ГП | РМ | О  |
| ----------------- | - | - | - | - | -- | -- | -- | -- |
| Манчестер Юнайтед | 6 | 4 | 0 | 2 | 9  | 6  | +3 | 12 |
| Галатасарай       | 6 | 3 | 1 | 2 | 7  | 6  | +1 | 10 |
| Клуж              | 6 | 3 | 1 | 2 | 9  | 7  | +2 | 10 |
| Спортінг Б.       | 6 | 1 | 0 | 5 | 7  | 13 | −6 | 3  |

| 19 вересня 2012 20:45 |

| Манчестер Юнайтед | 1 – 0           | Галатасарай |
| ----------------- | --------------- | ----------- |
| Каррік 7'         | Протокол(англ.) |             |

| Олд Траффорд, Манчестер Глядачів: 74 653 Арбітр: Вольфганг Штарк (Німеччина) |

| 19 вересня 2012 20:45 |

| Спортінг Б. | 0 – 2           | ЧФР Клуж        |
| ----------- | --------------- | --------------- |
|             | Протокол(англ.) | Бастос 19', 34' |

| Ештадіу Мунісіпал, Брага Глядачів: 10 922 Арбітр: Петер Расмуссен (Данія) |

| 2 жовтня 2012 20:45 |

| ЧФР Клуж      | 1 – 2           | Манчестер Юнайтед  |
| ------------- | --------------- | ------------------ |
| Капетанос 14' | Протокол(англ.) | ван Персі 29', 49' |

| Стадіон імені Константіна Редулеску, Клуж-Напока Глядачів: 16 259 Арбітр: Альберто Ундіано Мальєнко (Іспанія) |

| 2 жовтня 2012 20:45 |

| Галатасарай | 0 – 2           | Спортінг Б.            |
| ----------- | --------------- | ---------------------- |
|             | Протокол(англ.) | Мікаель 27' Алан 90+4' |

| Тюрк Телеком Арена, Стамбул Глядачів: 46 987 Арбітр: Том Гаральд Гаген (Норвегія) |

| 23 жовтня 2012 20:45 |

| Галатасарай     | 1 – 1           | ЧФР Клуж        |
| --------------- | --------------- | --------------- |
| Бурак Їлмаз 77' | Протокол(англ.) | Нункеу 19' (аг) |

| Тюрк Телеком Арена, Стамбул Глядачів: 39 013 Арбітр: Паоло Тальявенто (Італія) |

| 23 жовтня 2012 20:45 |

| Манчестер Юнайтед           | 3 – 2           | Спортінг Б.  |
| --------------------------- | --------------- | ------------ |
| Ернандес 25', 75' Еванс 62' | Протокол(англ.) | Алан 2', 20' |

| Олд Траффорд, Манчестер Глядачів: 73 195 Арбітр: Мілорад Мажич (Сербія) |

| 7 листопада 2012 20:45 |

| ЧФР Клуж | 1 – 3           | Галатасарай         |
| -------- | --------------- | ------------------- |
| Сугу 53' | Протокол(англ.) | Їлмаз 18', 61', 74' |

| Стадіон імені Константіна Редулеску, Клуж-Напока Глядачів: 16 232 Арбітр: Вільям Каллам (Шотландія) |

| 7 листопада 2012 20:45 |

| Спортінг Б.     | 1 – 3           | Манчестер Юнайтед                            |
| --------------- | --------------- | -------------------------------------------- |
| Алан 49' (пен.) | Протокол(англ.) | ван Персі 80' Руні 84' (пен.) Ернандес 90+2' |

| Ештадіу Мунісіпал, Брага Глядачів: 15 388 Арбітр: Фелікс Брих (Німеччина) |

| 20 листопада 2012 20:45 |

| Галатасарай | 1 – 0           | Манчестер Юнайтед |
| ----------- | --------------- | ----------------- |
| Їлмаз 54'   | Протокол(англ.) |                   |

| Тюрк Телеком Арена, Стамбул Глядачів: 50 278 Арбітр: Карлос Веласко Карбальйо (Іспанія) |

| 20 листопада 2012 20:45 |

| ЧФР Клуж               | 3 – 1           | Спортінг Б. |
| ---------------------- | --------------- | ----------- |
| Руй Педро 7', 15', 33' | Протокол(англ.) | Алан 17'    |

| Стадіон імені Константіна Редулеску, Клуж-Напока Глядачів: 14 635 Арбітр: Сергій Карасьов (Росія) |

| 5 грудня 2012 20:45 |

| Манчестер Юнайтед | 0 – 1  | ЧФР Клуж          |
| ----------------- | ------ | ----------------- |
|                   | Report | Луїс Альберто 56' |

| Олд Траффорд, Манчестер Глядачів: 71 521 Арбітр: Даніеле Орсато (Італія) |

| 5 грудня 2012 20:45 |

| Спортінг Б. | 1 – 2  | Галатасарай               |
| ----------- | ------ | ------------------------- |
| Моссоро 32' | Report | Б. Їлмаз 58' А. Їлмаз 78' |

| Ештадіу Мунісипал, Брага Глядачів: 8 964 Арбітр: Нікола Ріццолі (Італія) |